# Panhard & Levassor Dynamic
La Dynamic è un'autovettura di lusso prodotta dal 1936 al 1940 dalla casa automobilistica francese Panhard & Levassor.

## Profilo e storia
Quando nel 1936 fu presentata l'erede della Panhard & Levassor CS, il pubblico rimase a dir poco attonito dalla vettura che gli si parava davanti agli occhi: la seconda metà degli anni trenta era un periodo in cui la ricerca dell'aerodinamica la faceva da padrona. Negli ambienti dell'alta società non era raro trovare vetture dai profili arditi. La Dynamic, però, era una vettura che andava oltre: a parte la carrozzeria dalle linee futuristiche (definite "flamboyant", presso il pubblico francese dell'epoca), la Dynamic proponeva altre soluzioni del tutto particolari, come per esempio i tre posti anteriori con guida al centro, oppure il parabrezza panoramico in tre pezzi, soluzione quest'ultima già sperimentata sulle CS e DS. E ancora, caratteristici e molto particolari per l'epoca erano i grossi fari coperti da griglia. Insomma, la Dynamic fu un concentrato di sorprese e di contenuti innovativi, a tal punto da farne la più conosciuta Panhard d'anteguerra.
La Dynamic era quindi una vettura dalle linee molto sinuose, che fu venduta principalmente come berlina, ma che trovò molti estimatori anche nella versione coupé, venduta a sua volta in due versioni, la Major e la Junior, rispettivamente con due o quattro vetri laterali. Ma vi furono anche la cabriolet e la berlina a passo allungato, considerata come l'erede delle CS limousine.

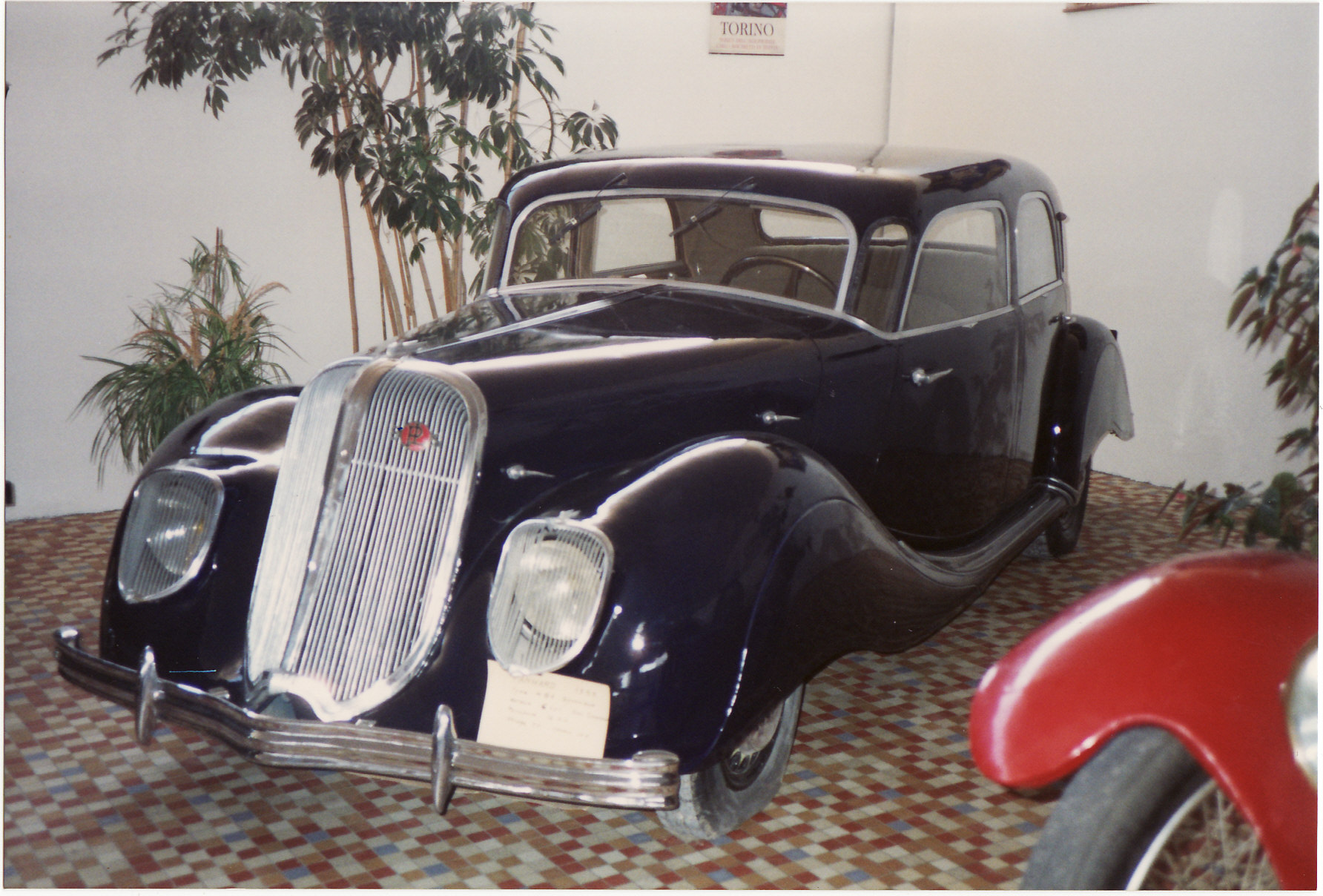
Panhard & Levassor Dynamic del 1939, con guida a sinistra

La Dynamic fu proposta inizialmente nelle due versioni Dynamic 130 e Dynamic 140, siglate rispettivamente come X76 e X77, le quali montavano due motori a 6 cilindri, dotati di distribuzione con valvole a fodero. Tali motori avevano rispettivamente cilindrate di 2516 e 2861 cm³ ed erogavano potenze di 75 e 87 CV a 3800 giri/min. La trazione era posteriore, con cambio a 4 marce. Le velocità massime erano di 130 e 140 km/h, variabili comunque a seconda del tipo di carrozzeria e della massa.
Nel 1937 fu presentata la Dynamic 160 (sigla di progetto: X80), erede della DS, che stava per uscire di produzione. Questo modello montava un 6 cilindri, sempre con valvole a fodero, da 3834 cm³ di cilindrata. La potenza massima saliva a 105 CV a 3600 giri/min e la velocità massima sfiorava i 150 km/h.
Ma già nel 1938, la 130 e la 160 furono tolte di produzione, dopo essere state costruite rispettivamente in 358 e 153 esemplari. Rimase in listino solo la 140, che nel 1939 vide alcuni aggiornamenti, il più evidente dei quali fu il riposizionamento del posto guida a sinistra.
Nel 1940 anche la 140 fu tolta di produzione, dopo 2230 esemplari prodotti.